# Kunszentmiklósi járás
A Kunszentmiklósi járás Bács-Kiskun vármegyéhez tartozó járás Magyarországon, amely 2013-ban jött létre. Székhelye Kunszentmiklós. Területe 769,81 km², népessége 29 748 fő, népsűrűsége 39 fő/km² volt a 2012. évi adatok szerint. Három város (Kunszentmiklós, Dunavecse és Szabadszállás) és 6 község tartozik hozzá.
A Kunszentmiklósi járás a járások 1983-as megszüntetése előtt is létezett, ezen a néven 1898-tól, és 1956-ban szűnt meg. Az 1950-es megyerendezésig Pest-Pilis-Solt-Kiskun vármegyéhez, azután pedig Bács-Kiskun megyéhez tartozott, és székhelye mindvégig Kunszentmiklós volt.

## Települései
| Település        | Rang (2013. július 15.) | Kistérség (2013. január 1.) | Népesség (2012. január 1.) | Terület (km²) |
| ---------------- | ----------------------- | --------------------------- | -------------------------- | ------------- |
| Kunszentmiklós   | járásszékhely város     | Kunszentmiklósi             | 8 515                      | 172,11        |
| Dunavecse        | város                   | Kunszentmiklósi             | 3 937                      | 66,77         |
| Szabadszállás    | város                   | Kunszentmiklósi             | 5 896                      | 164,62        |
| Apostag          | község                  | Kunszentmiklósi             | 1 948                      | 31,94         |
| Dunaegyháza      | község                  | Kunszentmiklósi             | 1 504                      | 10,12         |
| Kunadacs         | község                  | Kunszentmiklósi             | 1 566                      | 89,9          |
| Kunpeszér        | község                  | Kunszentmiklósi             | 649                        | 77,55         |
| Szalkszentmárton | község                  | Kunszentmiklósi             | 2 827                      | 82,08         |
| Tass             | község                  | Kunszentmiklósi             | 2 906                      | 74,72         |

## Története
A Kunszentmiklósi járás elődje a 19. század végén a Kiskuni járás kettéosztásával létrejött Kiskun felső járás volt, melynek 1886-tól, amikor törvény alapján a vármegyéknek állandó járási székhelyeket kellett kijelölniük, Kunszentmiklós volt a székhelye. A Kiskuni járás az 1876-os megyerendezés során jött létre, amikor a Jászkun kerületet megszüntették és annak egyik részét, a Kiskun kerületet Pest-Pilis-Solt vármegyével egyesítve létrehozták Pest-Pilis-Solt-Kiskun vármegyét.
A járáshoz tartozó községek számát többek között befolyásolta, hogy az egykori mezővárosok határához tartozó kiskunsági puszták területén több új község alakult. Emellett a járás határai többször is változtak. 1922-ben azonban Szabadszállás egy távoli pusztája, Jakabszállás nem csak önállóvá vált, de át is sorolták a Kiskunfélegyházi járásba. 1924-ben a járás határait ismét módosították, két községet délen a Kiskőrösi járáshoz csatoltak, egyet viszont ide osztottak be a Dunavecsei járástól.
Az 1950-es megyerendezés során a Kunszentmiklósi járás Bács-Kiskun megyéhez került. Az új megyeszékhely körül, amely addig nem volt járási székhely, megalakult az új Kecskeméti járás, melyhez több községet átsoroltak a Kunszentmiklósitól. Az ezt követő járásrendezés már nem módosította a határait.
A Kunszentmiklósi járás megszűnésére 1956. február 1-jével került sor, amikor Fülöpszállást a Kiskőrösi járáshoz, többi községeit pedig a Dunavecsei járáshoz csatolták. Ezzel különös képződménnyé vált a Dunavecsei járás, amely a korábban közös közigazgatási egységbe soha nem foglalt Duna-menti és kiskunsági településeket vont közös igazgatás alá, és amelynek Dunavecse nem vált valódi központjává, mivel Kunszentmiklós jelentősebb hely volt nála mind népességét, mind vonzását tekintve. Az 1990-es évektől kialakult kistérségi rendszerben a két település ismét egy kistérségbe tartozik, de a központ szerepét ma Kunszentmiklós tölti be.

### Községei 1898 és 1956 között
Az alábbi táblázat felsorolja a Kunszentmiklósi járáshoz tartozott községeket, bemutatva, hogy mikor tartoztak ide, és hogy hova tartoztak megelőzően, illetve később.
| Község         | Mikortól | Honnan                               | Meddig | Hova                                  |
| -------------- | -------- | ------------------------------------ | ------ | ------------------------------------- |
| Csengőd        | 1912     | (Páhi határából alakult)             | 1924   | Kiskőrösi járáshoz                    |
| Fülöpháza      | 1948     | (Fülöpszállás határából alakult)     | 1950   | Kecskeméti járáshoz                   |
| Fülöpszállás   | 1898     | Kiskun felső járásból                | 1956   | Kiskőrösi járáshoz                    |
| Izsák          | 1898     | Kiskun felső járásból                | 1950   | Kecskeméti járáshoz                   |
| Kerekegyháza   | 1898     | Kiskun felső járásból                | 1950   | Kecskeméti járáshoz                   |
| Kunadacs       | 1949     | (Peszéradacs kettéválásával alakult) | 1956   | Kecskeméti járáshoz                   |
| Kunpeszér      | 1949     | (Peszéradacs kettéválásával alakult) | 1956   | Kecskeméti járáshoz                   |
| Kunszentmiklós | 1898     | Kiskun felső járásból                | 1956   | Dunavecsei járáshoz                   |
| Orgovány       | 1901     | (Kunszentmiklós határából alakult)   | 1950   | Kecskeméti járáshoz                   |
| Páhi           | 1898     | Kiskun felső járásból                | 1924   | Kiskőrösi járáshoz                    |
| Peszéradacs    | 1908     | Alsódabasi járásból                  | 1949   | Kettévált Kunadacs és Kunpeszér néven |
| Szabadszállás  | 1898     | Kiskun felső járásból                | 1956   | Dunavecsei járáshoz                   |
| Tass           | 1924     | Dunavecsei járásból                  | 1956   | Dunavecsei járáshoz                   |